# Maria Grazia Chiuri

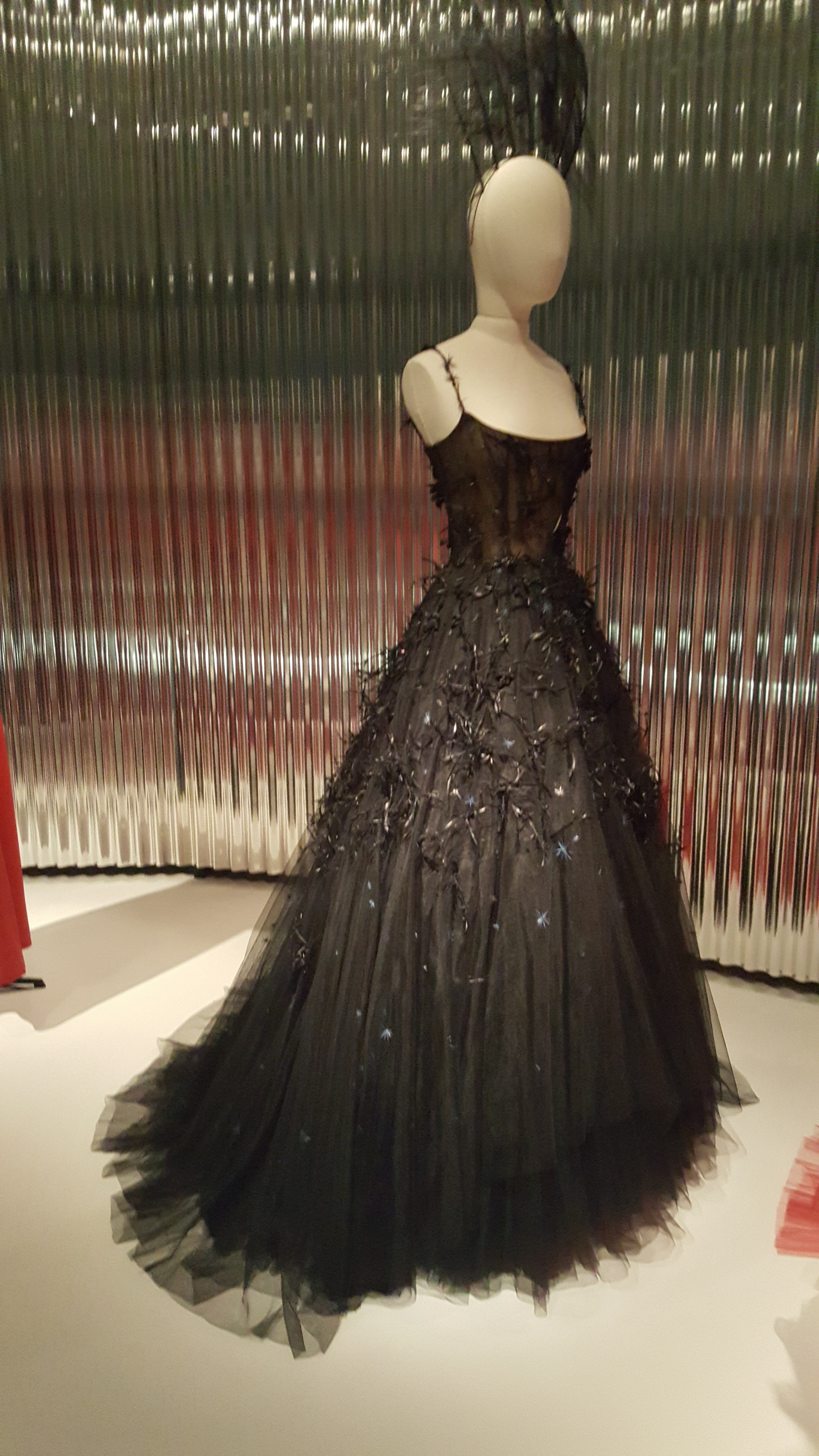
Schwarzes Ballkleid aus besticktem Tüll und Crêpe-Georgette von Maria Grazia Chiuri für Christian Dior (Frühjahr/Sommer 2017), ausgestellt im Denver Art Museum

Maria Grazia Chiuri (* 2. Februar 1964 in Rom) ist eine italienische Modedesignerin. Sie ist die erste weibliche künstlerische Leiterin des 1946 gegründeten Hauses Christian Dior.

## Leben und Werk

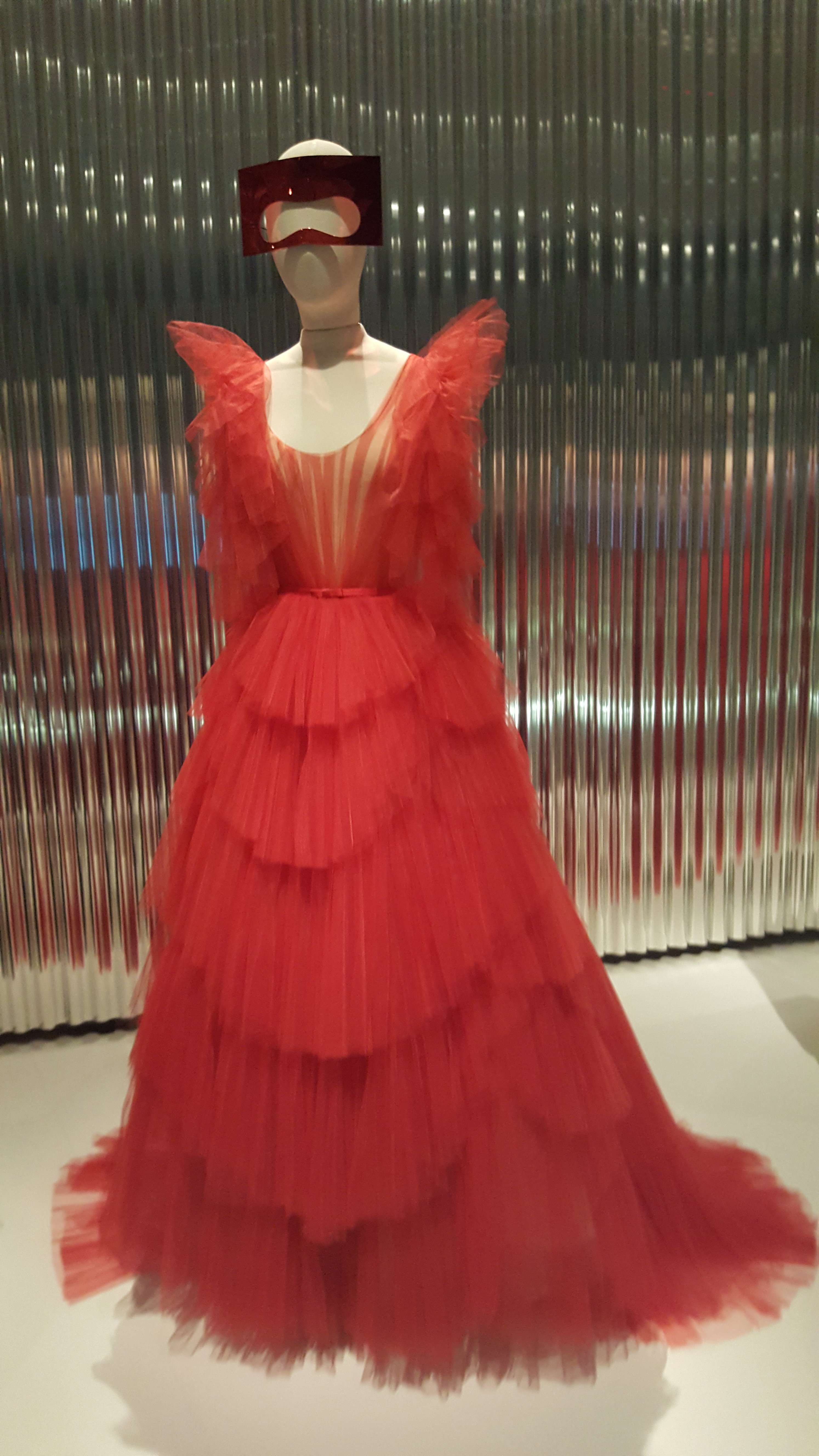
„Dior Red“-Tüll-Ballkleid mit gestuften Tüllfächern von Maria Grazia Chiuri für Christian Dior (Frühjahr-Sommer 2018), ausgestellt im Denver Art Museum

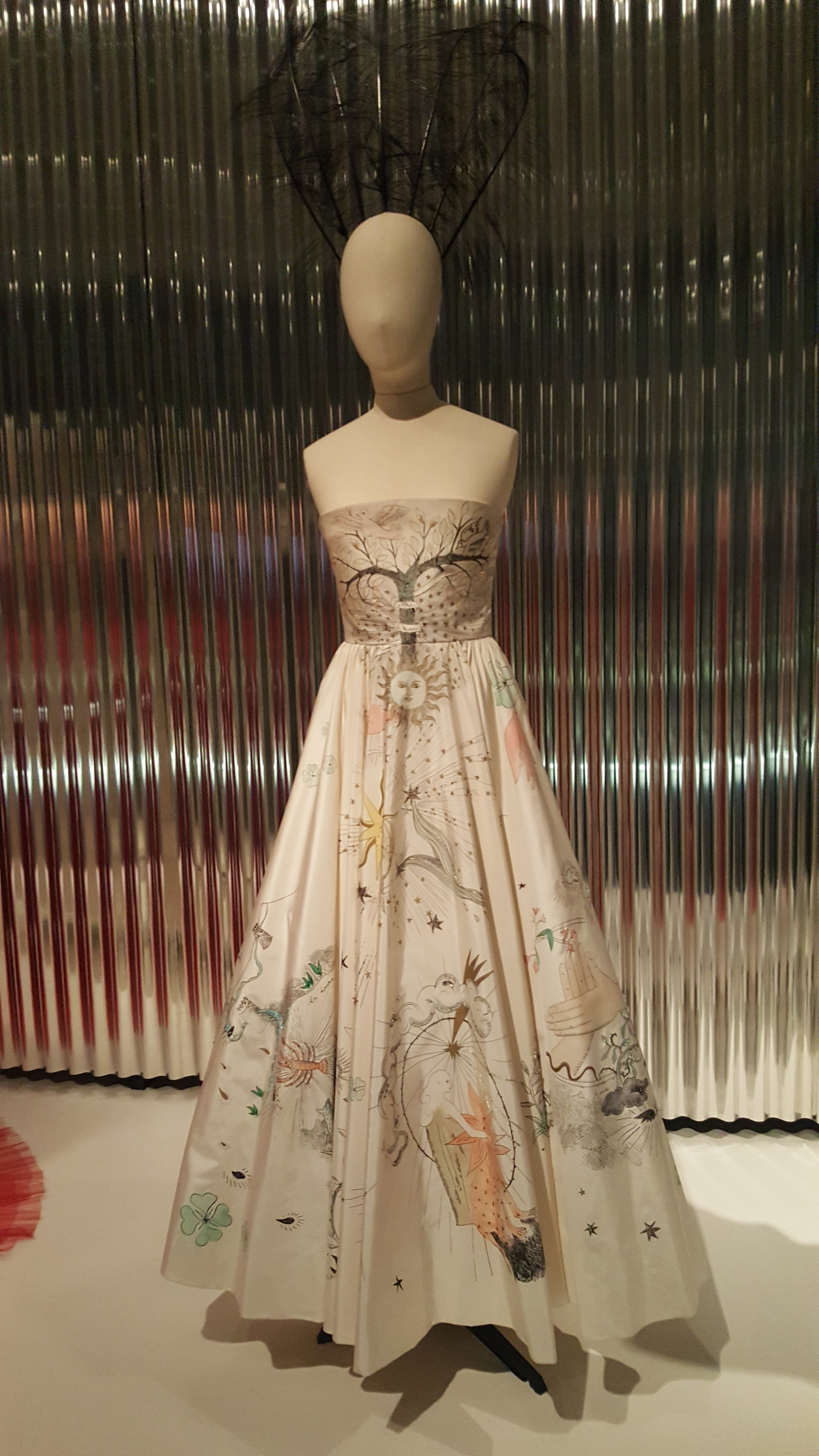
Bemaltes und besticktes Taftkleid von Maria Grazia Chiuri für Christian Dior (Frühjahr/Sommer 2017), ausgestellt im Denver Art Museum

Chiuri war die Tochter einer Schneiderin und eines Vaters, der beim Militär arbeitete. Sie absolvierte ihre Ausbildung am Istituto Europeo di Design in Rom und arbeitete dann bei dem italienischen Modeunternehmen Fendi, wo sie Handtaschenkollektionen entwarf. Sie arbeitete mit Pierpaolo Piccioli bis Ende der 90er gemeinsam für Fendi, wo sie unter anderem die Baguette Bag kreierten.
Chiuri und Piccioli begannen 1999 für das italienische Modeunternehmen Valentino zu arbeiten und ersetzten ab Oktober 2008 die Modedesignerin Alessandra Facchinetti als künstlerische Leiter.
Chiuri wurde 2016 bei dem französischen Modeunternehmen Dior zur ersten künstlerischen Leiterin der Kollektionen Haute Couture, Prêt-à-Porter und Damenaccessoires ernannt und trat die Nachfolge des Belgiers Raf Simons an. Chiuri ist die Sechste in dieser Position nach dem Gründer des Hauses Christian Dior, nach Yves Saint Laurent, Marc Bohan, Gianfranco Ferré, John Galliano und Simons.
Für ihre erste Frühjahrskollektion 2017 bei Dior machte Chiuri Schlagzeilen mit dem Schriftzug auf einem T-Shirt „We Should All Be Feminists“, inspiriert von Chimamanda Ngozi Adichies gleichnamigem Buch. Trotz seines Preises von 710 US-Dollar, von dem ein nicht näher bezeichneter Teil für wohltätige Zwecke gespendet wurde, wurde das T-Shirt zu einem begehrten Verkaufsartikel der Saison.
Chiuri heiratete den Besitzer einer Hemdenfabrik, Paolo Regini, mit dem sie einen Sohn und eine Tochter bekam.

## Veröffentlichungen (Auswahl)
- Her Dior: Maria Grazia Chiuri's New Voice. Rizzoli, 2021, ISBN 978-0-8478-7029-5.
- mit Pierpaolo Piccioli: Valentino: Objects of Couture.Rizzoli. 2013, ISBN 978-0-8478-4084-7.

## Auszeichnungen
- 2015: Preis des CFDA (Council of Fashion Designers of America) für ihre Kreationen bei Valentino
- 2017: „Glamour Award for Designer of the Year“ sowie den „Glamour Award for The Fashion Force“, verliehen vom Magazin Glamour
- 1. Juli 2019: Chiuri wird von Marlène Schiappa, Staatssekretärin für die Gleichstellung von Männern und Frauen, mit den Insignien des Ritters des Nationalordens der Ehrenlegion ausgezeichnet. Der Preis wurde verliehen, um die Werte und die feministische Botschaft zu würdigen, die Maria Grazia Chiuri durch ihre Kollektionen für das Haus Dior und ihre Zusammenarbeit mit Künstlerinnen vermittelt.